# Internationaler Tag der menschlichen Geschwisterlichkeit

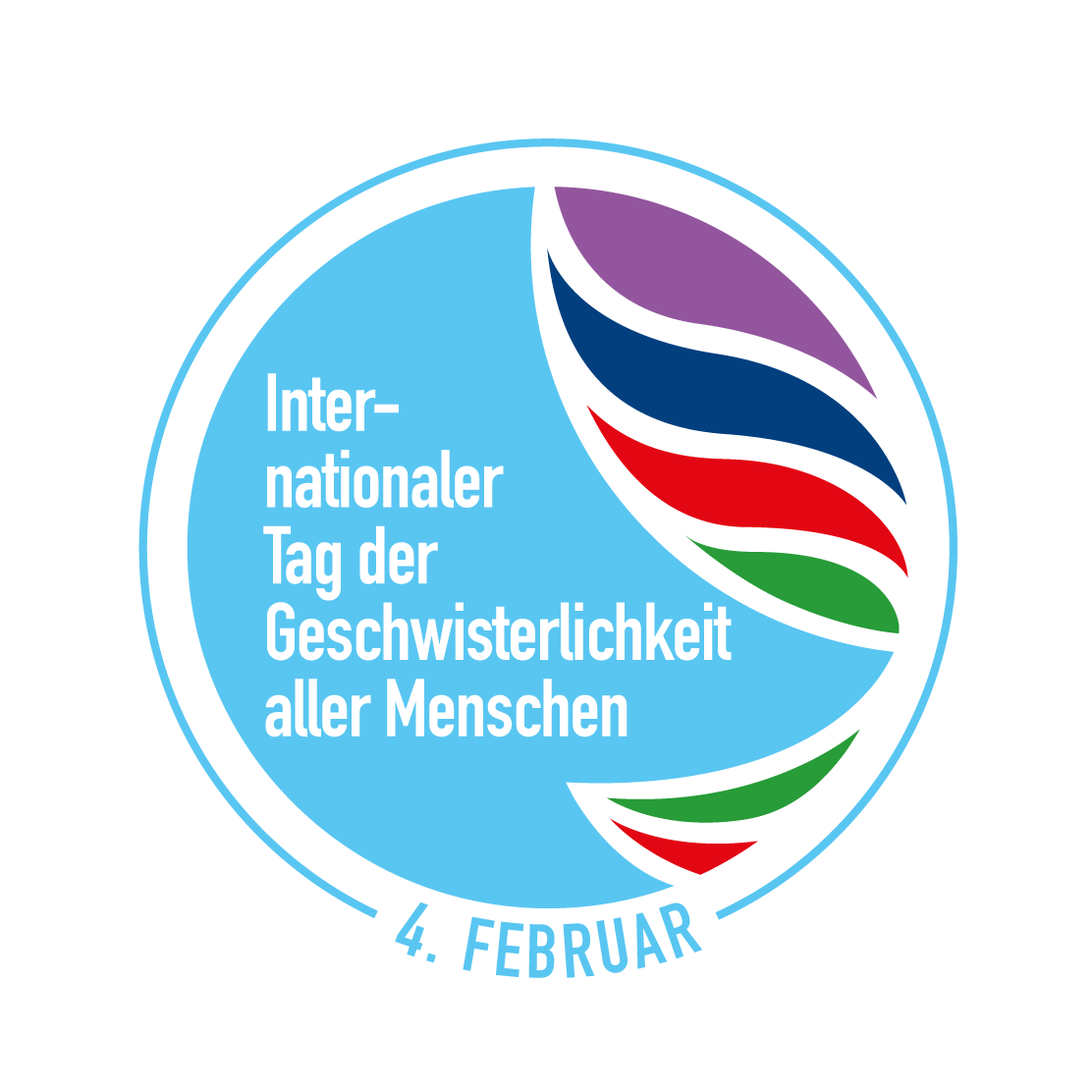
Internationaler Tag der menschlichen Geschwisterlichkeit

Der Internationale Tag der menschlichen Geschwisterlichkeit wurde von den Vereinten Nationen am 21. Dezember 2020 mit der Resolution 75/200 als Mittel zur Förderung größerer kultureller und religiöser Toleranz eingeführt. Mit dieser Resolution, die von Ägypten und den Vereinigten Arabischen Emiraten mitinitiiert wurde, forderte die Generalversammlung der Vereinten Nationen alle ihre Mitgliedstaaten und andere internationale Organisationen auf, den Internationalen Tag der menschlichen Geschwisterlichkeit jährlich am 4. Februar zu begehen.
Zu den Feierlichkeiten zum Internationalen Tag der menschlichen Geschwisterlichkeit gehören Veranstaltungen, an denen UN-Mitgliedsstaaten, religiöse Führungspersönlichkeiten und Vertreter der Zivilgesellschaft teilnehmen, sowie die Verleihung des Zayed-Preises für menschliche Brüderlichkeit, mit dem Einzelpersonen oder Organisationen auf der ganzen Welt für ihre bedeutenden Beiträge zur menschlichen Brüderlichkeit ausgezeichnet werden.
Seitdem der Internationale Tag der menschlichen Geschwisterlichkeit am 4. Februar 2021 zum ersten Mal begangen wurde, erhielt er Unterstützung von verschiedenen führenden Persönlichkeiten der Welt. Papst Franziskus, der Scheich der Azhar Ahmad al-Tayyib und US-Präsident Joe Biden befürworteten die Initiative.
Der Internationale Tag der menschlichen Geschwisterlichkeit darf nicht verwechselt werden mit dem 1998 initiierten Weltgeschwistertag (Tag der Geschwister, engl. Siblings Day), der jedes Jahr am 10. April begangen wird.

## Hintergrund
Papst Franziskus für die römisch-katholische Kirche und Scheich Ahmad al-Tayyib, Großimam der Al-Azhar, unterzeichneten am 4. Februar 2019 in Abu Dhabi, Vereinigte Arabische Emirate, das „Dokument über die Brüderlichkeit aller Menschen für ein friedliches Zusammenleben in der Welt“, auch bekannt unter dem Namen „Erklärung von Abu Dhabi“. Die in diesem Text verankerten Grundsätze des Mitgefühls und der menschlichen Solidarität inspirierten später auch die Erklärung des 4. Februar zum Internationalen Tag der menschlichen Geschwisterlichkeit, wie der Generalsekretär der Vereinten Nationen, António Guterres, bei verschiedenen Gelegenheiten betonte.
Zur Umsetzung des Dokuments wurde im August 2019 das Hohe Komitee zur menschlichen Geschwisterlichkeit (HCHF) ins Leben gerufen. Das HCHF, das sich aus religiösen und zivilen Führungspersönlichkeiten verschiedener Länder und Glaubensrichtungen zusammensetzt, rief verschiedene Initiativen ins Leben und vergibt auch den Zayed Award for Human Fraternity.
Schließlich beeinflusste das Dokument über die menschliche Brüderlichkeit auch die Enzyklika Fratelli tutti, denn Papst Franziskus selbst erklärt darin, dass ihn das Treffen mit Ahmad al-Tayyib im Jahr 2019 zu dieser Enzyklika inspiriert habe.